# 寄山弘
寄山 弘（きやま ひろし、1909年12月24日 - 1995年4月11日）は、日本の俳優・声優。東京俳優生活協同組合2代理事長。
旧制東京市富士尋常小学校卒。

## 経歴
独学で演技を学び、1933年から1936年まで早川雪洲劇団に参加。その後は新築地小劇場に入り1940年の解散まで在籍。1941年に応招を受け、静岡大井海軍航空隊に兵役。1946年に劇団自由座を主宰。1958年、プレーヤーズセンターに所属。1960年に東京俳優生活協同組合の設立に参加し、1961年から1965年まで理事長を務めた。
俳優として舞台やテレビドラマなどに出演。また、『ハワイ5-0』のチン・ホー・ケリーやワード・ボンドの吹き替え等の声優としても活動した。
晩年は俳協演劇研究所付属俳優養成所の副所長を務めた。
1995年4月11日、心不全のため千葉県船橋市で死去。85歳没。

## 後任
死後に持ち役を引き継いだ人物は以下の通り。
- 長島雄一 - 『宇宙大作戦 光るめだま』：ドクター・マーク・パイパー ※追加収録部分の代役

## 出演作品

### テレビドラマ
- 鉄腕アトム（1959年 - 1960年、CX） - 田鷲警部
- 快傑ハリマオ（1961年 - 1962年、NTV）
- いまに見ておれ（1964年、TBS）
- 青年同心隊 第9話「喰らいついたら離れるな」（1964年、TBS）- 弥吉
- 快獣ブースカ（NTV）
  - 第8話「ロケット騒動」（1966年） - 丸十製パン工場主任 ※ノンクレジット
  - 第30話「スピード銃に気をつけろ!」（1967年） - 用務員のおじさん
- レモンのような女 第2話「私は私 -アクチュアルな女-より」（1967年、TBS)
- ザ・ガードマン（TBS・大映テレビ室）第124話「さぐろ沼の恐怖」
- コメットさん 第58話「ベータン救出作戦 - 誘拐犯をやっつけろ! -」（1968年、TBS） - 工場の男
- ウルトラシリーズ（TBS / 円谷プロ）
  - ウルトラセブン 第47話「あなたはだぁれ?」（1968年） - 林
  - 帰ってきたウルトラマン 第40話「冬の怪奇シリーズ まぼろしの雪女」（1972年） - 中山老人 / ブラック星人の声
  - ウルトラマンタロウ 第39話「ウルトラ父子 餅つき大作戦!」（1973年） - はこべ園園長
- 怪奇大作戦 第8話「光る通り魔」（1968年、TBS / 円谷プロ） - 桜荘の管理人
- 三匹の侍 第6シリーズ（1969年、CX）
  - 第18話「裏切りの季節」 - 茂作
  - 第20話「あぶら花」 - 源八
- 炎の青春（1969年、NTV / 東宝 / テアトル・プロ） - 用務員
- ポーラテレビ小説
  - 安ベエの海（1969年 - 1970年、TBS）
  - さかなちゃん（1976年 - 1977年、TBS）
- 木下恵介アワー / 二人の世界（1970年 - 1971年、TBS）
- 鬼平犯科帳 第1シリーズ（1970年、NET / 東宝）
  - 第38話「敵（かたき）」 ‐ 舟形の宗平
  - 第55話「深川、千鳥橋」 - 居酒屋のおやじ
- スペクトルマン 第40話「草笛を吹く怪獣」、第41話「ガス怪獣暁に死す!!」（1971年、CX / ピープロ） - 源ぢいさん
- 気になる嫁さん（1971年 - 1972年、NTV）第31話「人の気も知らないで」- 牛乳店主
- 人形佐七捕物帳 第14話「二人お信乃」（1971年、NET） - 川長
- 世なおし奉行 第13話「海鳴り」（1972年、NET）
- なんたって18歳! 第19話「島のアンコは大騒ぎ」（1972年、TBS / 大映テレビ） - 警官
- 超人バロム・1 第12話「魔人キノコルゲはうしろからくる!」（1972年、YTV / 東映） - 佐賀教授
- 土曜日の女シリーズ 天使が消えていく（1973年、NTV）
- 素浪人 天下太平 第9話「山の彼方の悪を断つ」（1973年、NET / 東映） - 作兵ヱ
- 金曜ドラマ / 白い影（1973年、TBS） - 石倉
- 流星人間ゾーン 第15話「沈没! ゴジラよ東京を救え」（1973年、NTV / 東宝映像） - 野呂山不動産社長
- おんな家族（1974年、TBS）
- 伝七捕物帳 第24話「日本晴れ大漁節」（1974年、NTV / ユニオン映画） - 与平
- 荒野の素浪人 第2シリーズ 第7話「怒号の刃」（1974年、NET）
- がんばれ!!ロボコン 第65話「ハラホロリン! 男ロボワル友情泣き」（1976年、NET / 東映）- 大工の親方
- 大江戸捜査網（12ch）
  - 第279話「必殺剣! 辻斬りの恐怖」（1977年） - 質屋の主人
  - 第380話「殺しを呼ぶひつじ年の娘」（1979年）
  - 第408話「御前試合が暴く謎の金脈」（1979年） - 治作
- 同心部屋御用帳 江戸の旋風 第11話「無実の花」（1976年、CX）
- 太陽にほえろ! 第281話「わかれ道」（1977年、NTV / 東宝） - 飲み屋の主人
- 気まぐれ天使（1976年 - 1977年、NTV / ユニオン映画）第9話「これぞ男の生きる道」- 警察主任
- 大都会 PARTII 第39話「グッドバイ1977」（1977年、NTV / 石原プロ）
- 土曜ワイド劇場 / 松本清張の「声」・ダイヤルは死の囁き（1978年、ANB）
- バトルフィーバーJ 第32話「ふるさと殺人村」（1979年、ANB / 東映） - 村長
- Gメン'75 第232話「幽霊殺人」（1979年、TBS / 東映） - 中村屋商店店主
- 大捜査線 第3話「蝶は舞った」（1980年、CX / ユニオン映画） - 情報屋
- 特捜最前線（ANB / 東映）
  - 第155話「完全犯罪・350ヤードの凶弾!」（1980年）
  - 第239話「神代警視正の犯罪!」（1981年）
- 熱中時代 第2シリーズ 第4話「家庭訪問トラブル・ノート」（1980年、NTV） - アオキ屋店主
- 関ヶ原（1981年、TBS） - 湯浅五助
- 文吾捕物帳 第6話「もうひとつの顔」（1981年、ANB）
- 新五捕物帳 第176話「お文恋唄」（1982年、NTV / ユニオン映画） - 弥助
- 噂の刑事トミーとマツ 第2シリーズ 第23話「トミマツ降伏! 悪党死の水攻め」（1982年、TBS）
- 立花登・青春手控え 第6話「牢破り」（1982年、NHK）

### 映画
- 太陽のない街（1954年、新星映画） - 課長 ※寄山進名義
- 倖せは俺等のねがい（1957年、日活） - 酒屋
- 筑豊のこどもたち（1960年、東宝） - 堀池庄助
- 用心棒（1961年、東宝＝黒澤プロダクション） - 百姓の親爺
- ビーチレッド戦記(1967年、ユナイテッド・アーティスツ=テオドラ・プロダクションズ) - ミシオ
- 首（1968年、東宝） - 川島運送社長
- ドレイ工場（1968年、ドレイ工場製作上映委員会） - 望月
- 白昼堂々 (1968年、松竹) - 刑事
- 沖縄（1970年、劇映画「沖縄」製作上映委員会） - 渡久地政明
- どですかでん（1970年、東宝＝四騎の会） - 寿司屋のおやじ
- 戦争と人間 第一部 運命の序曲（1970年、日活） - 呉
- 戦争を知らない子供たち（1973年、東宝） - 市川金五郎
- あしたの火花（1977年、全日本造船機械労働組合 / 共同映画）
- マタギ（1982年、青銅プロダクション） - 高橋与八

### 舞台
- 第二の人生
- 土
- ハムレット
- 船乗りクプクプの冒険

### 吹き替え

#### 俳優
ワード・ボンド
- 幌馬車隊
- 三人の名付親（スイート保安官）※NET旧録版
- 大砂塵（ジョン・マッキーバー）※旧録版
- 捜索者（クレイトン牧師）※フジテレビ・テレビ朝日版、フジ版はDVD収録
- リオ・ブラボー（パット）※NET旧録版

#### 映画
- 偉大な生涯の物語（闇の隠者〈ドナルド・プレザンス〉）
- 麗しのサブリナ（トーマス・フェアチャイルド〈ジョン・ウィリアムズ〉）※東京12チャンネル版
- 猿人ジョー・ヤング（マックス・オハラ〈ロバート・アームストロング〉）※NHK版
- オデッサ・ファイル（サイモン・ヴィーゼンタール〈シュミュエル・ロデンスキー〉）※テレビ朝日版
- 俺たちに明日はない（アイヴァン・モス〈ダブ・テイラー〉）
- カサンドラ・クロス（車掌〈ライオネル・スタンダー〉）※LD版
- クィーン・メリー号襲撃（船長〈マーレイ・マシソン〉）
- ゴッドファーザー（ピデリ）※日本テレビ版
- サムソンとデリラ
- サンセット大通り（セシル・B・デミル）※東京12チャンネル版
- 七年目の浮気（ブルべイカー教授〈オスカー・ホモルカ〉）※テレビ朝日・フジテレビ版
- 戦争と平和（イリヤ・ロストフ伯爵〈バリー・ジョーンズ〉）※テレビ朝日版
- 男装（ヘンリー〈エドマンド・グウェン〉）
- 遠い国（ルーブ・モリス〈ジェイ・C・フェリッペン〉）※NET版
- ビッグ・ガン（トニーの父親/コラード・ガイパ）※テレビ朝日版（DVD収録）
- ビッグトレイル（クレイトン〈ダブ・テイラー〉）
- 北京の55日
- 夕陽のガンマン
- ローマの休日 ※テレビ朝日版

#### ドラマ
- アウター・リミッツ（ランドル・ラティマー）※1963年版
- FBIアメリカ連邦警察
  - #12（サム・フラー/ハリー・ベリバー）
  - #13（盲人ファーガスン/リイス・ウィリアムズ）
  - #36（サザランド学長/テッド・ナイト）
  - #62（ベン・オービー、クレイ判事/ジェームズ・マキャリオン、ジョン・グラハム）
- 奥さまは魔女（ドクター・ボンベイ）
- おしどり探偵（バーナード・マイルズ）
- 大草原の小さな家（ラルス・ハンソン）
- 逃亡者 (1963年のテレビドラマ)
  - #32（レイザー教授/エド・ベグリー）
  - #56（ダン・ブレイディー/エド・ベグリー）
- ハワイ5-0（チン・ホー・ケリー）
- ローハイド（ジョナス・ボルト）
- インベーダー
  -     1. 2 「死を呼ぶ証拠」(カーティス・リンドストローム教授<ローレンス・ネイスミス>)

### テレビアニメ
- 鉄腕アトム (アニメ第1作)（1963年）
- 海賊王子（1966年） - クラップ[6]
- ハリスの旋風（1966年） - 古谷先生
- おはよう!スパンク（1981年） - 源さん[7]